# بابک نجفی
بابک نجفی (سوئدی: Babak Najafi؛ زادهٔ ۱۴ سپتامبر ۱۹۷۵) کارگردان و فیلم‌نامه‌نویس ایرانی‌تبار مقیم سوئد است. او در هالیوود دو فیلم سینمایی سقوط لندن (۲۰۱۶) و مری سربلند (۲۰۱۸) را کارگردانی کرده‌است.
همچنین بابک نجفی کارگردانی بخشی از سریال بنشی را بر عهده داشته‌است. وی در سن یازده سالگی به سوئد پناهنده شد. او در شصتمین جشنواره فیلم برلین در سال ۲۰۱۲ برنده جایزه بهترین کارگردان فیلم نخست شد.

## زندگی‌نامه
نجفی در ایران زاده شد و در ۱۱ سالگی، زمانجنگ ایران و عراق به عنوان پناهنده به سوئد آمد. دو تن از برادرانش در تهران ماندند و ۱۱ سال طول کشید تا دوباره همدیگر را ببینند. خانواده در اوپسالا ساکن شدند، جایی که او دوران کودکی خود را گذراند. بین سال‌های ۱۹۹۸ و ۲۰۰۲، او کارگردانی مستند را در مؤسسه دراماتیکا تحصیل کرد.

## فیلم‌شناسی
- راستن (۱۹۹۹)
- گاستا و لنارت (۲۰۰۱)
- اسکولان (۲۰۰۳)
- اکسیر (۲۰۰۴)
- سبه (۲۰۱۰)
- پول مفت ۲: سخت بکش (۲۰۱۲)
- روزی که به پدرم شلیک شد (۲۰۱۳)
- لندن سقوط کرده‌است (۲۰۱۶)
- مری سربلند (۲۰۱۸)